# Емельянов, Александр Фёдорович
Алекса́ндр Фёдорович Емелья́нов (род. 15 июня 1936) — советский и российский энтомолог, доктор биологических наук, профессор, главный научный сотрудник Зоологического института РАН, один из крупнейших специалистов по цикадовым насекомым (Auchenorrhyncha), описал более 400 новых для науки видов.

## Биография
- 1953 — начало учёбы в Ленинградском университете[2].
- 1965 — кандидатская диссертация «Стациальные, пищевые и зоогеографические связи цикадовых Центрального Казахстана».
- 1980 — докторская диссертация «Носатки (Homoptera, Dictyopharidae) фауны СССР и их эволюция. Автореферат докторской диссертации».

Принял участие в 38 экспедициях и поездках во многих регионах мира, включая Казахстан (1957, 1959—1962, 1969, 1979, 1981, 1983, 1986—1988), Астраханская область (1961), Забайкалье
(1963), Алтай (1964) и Тува (1964), Узбекистан (1965—1966, 1969, 1976, 1979), Киргизия (1966, 1979, 1981, 1986), Монголия (1967—1968, 1970—1971, 1975, 1978), Якутия (1974), Туркмения (1973, 1979, 1981, 1987), Таджикистан (1979, 1981, 1986), Армения и Грузия
(1984), Куба (1986), Эфиопия (1990), о. Тайвань (1997), Австралия (1997), Греция (1998), Болгария (2000—2001), Словения (2001), Германия (2002), ЮАР (2005), США (2005). В эти годы им была собрана большая коллекция насекомых, хранящаяся в фондах Зоологического института РАН.

## Основные труды
Опубликовал более 160 научных работ. Описал более 400 новых для науки видов насекомых (цикадовых), более 100 новых родов, 28 новых триб и 4 новых подсемейства.
- Емельянов А. Ф. 1964. Подотряд Cicadinea (Auchenorrhyncha) — цикадовые // Определитель насекомых европейской части СССР. Т.1. С.337-437.
- Емельянов А. Ф. 1964. Новые виды степных цикадок из Забайкалья и других восточных районов СССР // Энтомологическое обозрение. Т.43. No.3. C.626-632.
- Емельянов А. Ф. 1964. Новые цикадовые из Казахстана (Homoptera, Auchenorrhyncha) // Тр ЗИН АН СССР Т.34. С.3-51.
- Емельянов А. Ф. 1965. О существенных различиях консорции доминантов и ассектаторов, проявляющихся в распределении цикадок олигофагов по растениям // Ботан. журн. Т.50. Ыо.2. С.221-223.
- Емельянов А. Ф. 1965. Стациальные, пищевые и зоогеографические связи цикадовых Центрального Казахстана. Автореферат кандидатской диссертации. Л. 11 с.
- Емельянов А. Ф. 1966. О трибе Stirellini trib. n. и её систематическом положении // Зоологический журнал. Т.45. No.4. С.609-610.
- Емельянов А. Ф. 1967. Некоторые особенности распределения насекомых-олигофагов по кормовым растениям // Чтения памяти Н. А. Холодковского. Л. Т.19. С.28-65.
- Емельянов А. Ф. 1972. Обзор взглядов на историю формирования биоты пустынь Центральной Азии // Насекомые Монголии. Т.1. С.11-49.
- Емельянов А. Ф. 1972. Новые цикадовые из МНР // Насекомые Монголии. T.l. C.199-260.
- Емельянов А. Ф. 1972. Новые роды цикадовых сем. Delphacidae (Homoptera, Auchenorrhyncha) из Казахстана // Вести, зоол. Т.6. No.2. С.79-81.
- Емельянов А. ф. 1972. Новые виды носаток подсемейства Orgeriinae палеарктической фауны // Тр. ВЭО. Т.55. С.14-38.
- Емельянов А.ф. 1972. Подотряд Auchenorrhviicha — цикадовые // Насекомые и клещи — вредители с/х культур T.l. C.117-138, 283.
- Емельянов А. Ф. 1977. Гомология крыловых структур у цикадовых и примитивных Polyneoptera // Тр. ВЭО. Т.58. C.3-48.
- Емельянов А. Ф. 1977. Цикадовые (Homoptera, Auchenorrhyncha) Монгольской Народной Республики преимущественно по материалам советско-монгольских зоологических экспедиций 1967—1969 годов // Насекомые Монголии. Т.5. С.96-195.
- Емельянов А. Ф. 1980. Носатки (Homoptera, Dictyopharidae) фауны СССР и их эволюция. Автореферат докторской диссертации. Л. 41 с.
- Емельянов А. Ф. 1980. Филогения и эволюция носаток подсемейства Orgeriinae (Homoprera, Dicryopharidae) // Чтения памяти Н. А. Холодковского. Л. Т.32. С.3—96.
- Емельянов А. Ф. 1987. филогения цикадопых (Homoprera, Cicadina) no сравнительно-морфологическим данным // Тр. ВЭО. Т.69. С19-109.
- Емельянов А. Ф. 1987. Подотряд цикадовые — Auchenor-rhyncha // Определитель вредных и полезных насекомых и клещей хлопчатника в СССР. Ал Колос. G34-35.
- Емельянов А. Ф. 1988. Отряд Homoprera — Равнокрылые // Определитель насекомых Дальнего Востока СССР. Т2. С.9-11.
- Ануфриев А. Г., Емельянов А. Ф. 1988. Подотряд Cicadinea (Auchenorrhyncha) — Цикадовые // Определитель насекомых Дальнего Востока СССР. Т2. С.12-495.
- Емельянов А. Ф. 1989. К вопросу о подразделении сем. Cixiidae (Homoprera, Cicadina) // Эптомол. обозр. Т.68. No.l. С.93-106.
- Емельянов А. Ф. 1989. Новые виды цикадок (Homoprera, Cicadellidae) из МНР и сопредельных районов СССР // Насекомые Монголии. Т.10. С.118-125.
- Емельянов А. Ф., Кириллова В. И. 1989. Направления и формы эволюции кариотипа у цикадовых (Homoprera, Cicadina). I. Кариотипические особенности и эволюционные изменения кариотипов цикадовых надсемейства CicadelIoidea // Эптомол. обозр. Т.68. No3. С.587-603.
- Емельянов А. Ф., Лобанов А. Л. 1990. Построение филогенетического древа с использованием ЭВМ. I. Метод полного перебора возможных программ // Тр. ЗИН АН СССР. Т.202. С.20-43.
- Емельянов А. Ф. 1990. Опыт построения филогенетического древа фулгороидпых цикадовых(Homoptera, Cicadina) // Энтомол. обозр. Т.69. No.2. C.353-356.
- Емельянов А. Ф. 1990. Филогения, классификация и система // Тр. ЗИН АН СССР. Т.206. С. 152—170.
- Емельянов А. Ф., Расницын А. П. 1991. Систематика, филогения, кладистика // Природа. No.7. С.26-37.
- Емельянов А. Ф. 1991. К вопросу об объёме и подразделениях сем. Achilidae (Homoptera, Cicadina) // Энтомол. обозр. Т.70. No.2. С.373-392.
- Емельянов А. Ф., Кириллова В. И. 1991. Направления и формы эволюции кариотипа у цикадовых (Homoptera, Cicadina). II. Кариотипические особенности и эволюционные изменения кариотипов в надсемействах Сеrсороidea, Cicadoidea, Fulgoroidea и у цикадовых в целом // Энтомол. обозр. Т.70. No.4. С.796-817.
- Emeljanov, A.F. 1993: Planthoppers of the family Cixiidae from vicinity of Ambo, Ethiopia (Homoptera, Cicadina). Zoosystematica Rossica 1(0): 20-36.
- Емельянов А. Ф. 1994. Первая ископаемая находка семейства Derbidae и переописание палеогенового рода Hooleya Cockerell (Achilidae) (Insecta: Homoptera, Fulgoroidea) // Палеонтологический журнал. No.3. C.76-82 + 1 табл.
- Emeljanov, A. F. 2000: New genera of the family Cixiidae (Homoptera, Fulgoroidea) from Australia and neighbouring Territories. Entomol. Obozr., 79(1): 12-34. [in Russian]
- Emeljanov, A. F. 2000: New genera of the Family Cixiidae (Homoptera, Fulgoroidea) from Australia and Neighboring Territories. Entomol. Rev., 80(3): 251—270. [English translation]
- Emeljanov, A. F. 2002: Contribution to classification and phylogeny of the family Cixiidae (Hemiptera, Fulgoromorpha). Denisia, 4: 103—112.
- Emeljanov A. F., Kuznetsova V.N., Nokkala С. & Nokkala S. 2005. Phylogeny and evolution of the subfamily Orgeriinae (Homoptera, Dictyopharidae) // 12th International Auchenorrhyncha Congress, USA, Berkeley, August 7—12, 2005. Abstracts of talks and posters. S-5-16.
- Емельянов А. Ф. , Ф. Мозаффариан. (2012). Обзор фауны Orgeriinae (Homoptera, Dictyopharidae) Ирана с описанием новых видов. (недоступная ссылка) // Зоологический журнал. Т.91. No.4. С. 428—434.

## Признание
- Член учёного Совета, главный научный сотрудник и член диссертационного совета по защите докторских диссертаций при Зоологическом институте РАН[2]
- Профессор, доктор биологических наук,
- Член редколлегии многотомного научного издания «Насекомые Монголии»
- Член редколлегии журнала «Энтомологическое обозрение».

70-летию А. Ф. Емельянова был посвящён специальный номер «Русского энтомологического журнала». (№ 3, том 15, 2006 год). В его честь названы десятки новых для науки видов и родов насекомых, в том числе: Emeljanocarinus gargantua Bourgoin & Adeline Soulier-Perkins, 2006, Salka emeljanovi Dworakowska, Maana emeljanovi Soulier-Perkins & Bourgoin, †Emiliana alexandri Shcherbakov, Bothriocera emelyanovi O’Brien, †Emeljanovedusa gentarna Szwedo.